# أخمصي السير

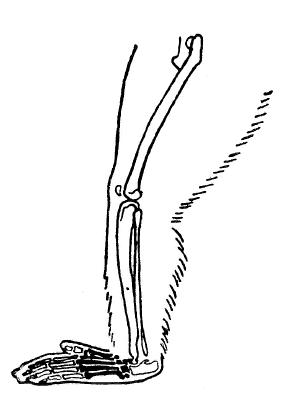

أخمصي السير أو أخمصي الوطء : ماش على على باطن القدم وقد مس عقبها الأرض حيث أن باطن القدم والعقب يشكلان أخمص القدم كالإنسان والدب والرئيسيات وكذلك من الأخمصيات :
- الراكون
- الباندا
- جرذان
- فئران
- القنفذ
- الظربان
- أبو سوم
- الأرنب
- ابن عرس
- كنغر